# Nikola Marković (Basketballtrainer)
Nikola Marković (* 14. April 1982 in Kragujevac) ist ein serbischer Basketballtrainer.

## Werdegang
Marković war Basketballspieler beim KK Radnički Kragujevac. Als Trainer arbeitete er in seiner Heimatstadt zunächst im Jugendbereich, war dann bei Radnički Kragujevac, später bei KK Dynamic Belgrad und KK Partizan Belgrad Co-Trainer der Profimannschaften sowie teils gleichzeitig in der Nachwuchsarbeit beschäftigt. 2017/18 arbeitete er sowohl beim KK Dynamic als auch beim KK Partizan. Marković gehörte des Weiteren mehrmals als Assistenztrainer zum Aufgebot der Jugendnationalmannschaft Serbiens.
In der Saison 2019/20 betreute er in Deutschland beim Verein Berlin Tiger die Herrenmannschaft (Oberliga) sowie die U19-Mannschaft in der Nachwuchs-Basketball-Bundesliga, 2021/22 arbeitete der Serbe in derselben Altersklasse beim russischen Verein Lokomotive Kuban Krasnodar. Der deutsche Bundesligist Crailsheim Merlins verpflichtete ihn im Sommer 2022 als Assistenztrainer; Marković stieg dort zum Cheftrainer auf, als sich Crailsheim Mitte Dezember 2022 von Sebastian Gleim trennte. Marković wurde Mitte November 2023 in Crailsheim entlassen, nachdem man zuvor von sieben Bundesligaspielen seit Saisonbeginn nur eines gewonnen hatte. Wenige Tage vor der Trennung verloren seine Crailsheimer mit 58:96 gegen Aufsteiger SC Rasta Vechta. Vor der Begegnung hatte Marković vom wichtigsten Spiel der Saison gesprochen.
Anfang Februar 2024 wurde er Cheftrainer des serbischen Erstligisten KK Dynamic Belgrad, kehrte damit an eine frühere Wirkungsstätte zurück. Nach einem misslungenen Auftakt in die Saison 2024/25 wurde Marković Mitte Oktober 2024 vom KK Dynamic entlassen.